# 古池站
古池站（：／ Goji yeok */?）曾为韩国铁路安城线上的一个车站，位于京畿道安城市薇陽面古池里，已于1989年废止。

## 历史
- 1925年11月1日：开始使用[1]。
- 1989年1月1日：停用本站[2]。